# Tayloria squarrosa
Tayloria squarrosa là một loài rêu trong họ Splachnaceae. Loài này được (Hook.) T.J. Kop. mô tả khoa học đầu tiên năm 1974.